# Oba Chandler
Oba William Chandler (11 de octubre de 1946 - 15 de noviembre de 2011) fue un asesino en serie estadounidense condenado y ejecutado por los asesinatos de Joan Rogers y sus dos hijas, cuyos cadáveres aparecieron flotando con las manos y los pies atados en la bahía de Tampa, Florida, en junio de 1989. Las autopsias mostraron que las víctimas habían sido arrojadas al agua mientras aún estaban vivas, con cuerdas atadas a un bloque de hormigón alrededor de sus cuellos. El caso adquirió notoriedad en 1992, cuando la policía local colocó vallas publicitarias con imágenes ampliadas de la letra del sospechoso recuperada de un panfleto que había en el auto de las víctimas. Chandler fue identificado como el asesino cuando su vecino reconoció la letra.
Antes de su detención, Chandler trabajaba como contratista de revestimientos de aluminio sin licencia. En contra del consejo de sus abogados, testificó en su propia defensa, diciendo que había conocido a las mujeres de Ohio y les había dado indicaciones. Chandler dijo que no había vuelto a verlas, salvo en la cobertura periodística y en las vallas publicitarias colocadas por las autoridades. La policía teorizó en un principio que dos hombres estaban implicados en los asesinatos, pero esto se descartó una vez que Chandler fue detenido. Tras su condena, Chandler fue encarcelado en la Institución Correccional Union. Durante los diecisiete años que permaneció encarcelado hasta su ejecución, no recibió ni una sola visita.
Chandler fue ejecutado el 15 de noviembre de 2011. Escribió una última declaración a los funcionarios de la prisión: "Hoy estáis matando a un [sic] hombre inocente". La declaración fue leída en una conferencia de prensa posterior a la ejecución. En febrero de 2014, las pruebas de ADN identificaron a Chandler como el asesino de Ivelisse Berrios-Beguerisse, quien fue hallada muerta en Coral Springs, Florida, el 27 de noviembre de 1990.

## Primeros años

### Infancia
Oba William Chandler nació el 11 de octubre de 1946 en Cincinnati, Ohio, fue el cuarto de los cinco hijos de Oba William Chandler Sr. (21 de abril de 1900 - 30 de mayo de 1957) y Margaret Marie Johnson (21 de octubre de 1918 - 3 de mayo de 2001), y creció en Cincinnati. Cuando tenía diez años, en mayo de 1957, su padre se ahorcó en el sótano del apartamento de la familia. En el funeral, Chandler saltó a la tumba de su padre mientras los sepultureros cubrían el ataúd con tierra.

### Delitos e incidentes
Cuando Chandler tenía catorce años, empezó a robar autos y fue detenido veinte veces cuando era menor de edad. Como mayor de edad, fue acusado de varios delitos, entre ellos posesión de dinero falso, merodeo, robo, secuestro y atraco a mano armada. También fue acusado de masturbarse mientras espiaba por la ventana de una mujer. En un incidente, Chandler y un cómplice irrumpieron en la casa de una pareja de Florida, les apuntaron con una pistola y les robaron. Chandler le dijo a su cómplice que atara al hombre con un cable de altavoz y se llevó a la mujer al dormitorio, donde la hizo desnudarse hasta quedar en ropa interior, la ató y le frotó el estómago con el cañón de su revólver.

## Asesinato de la familia Rogers

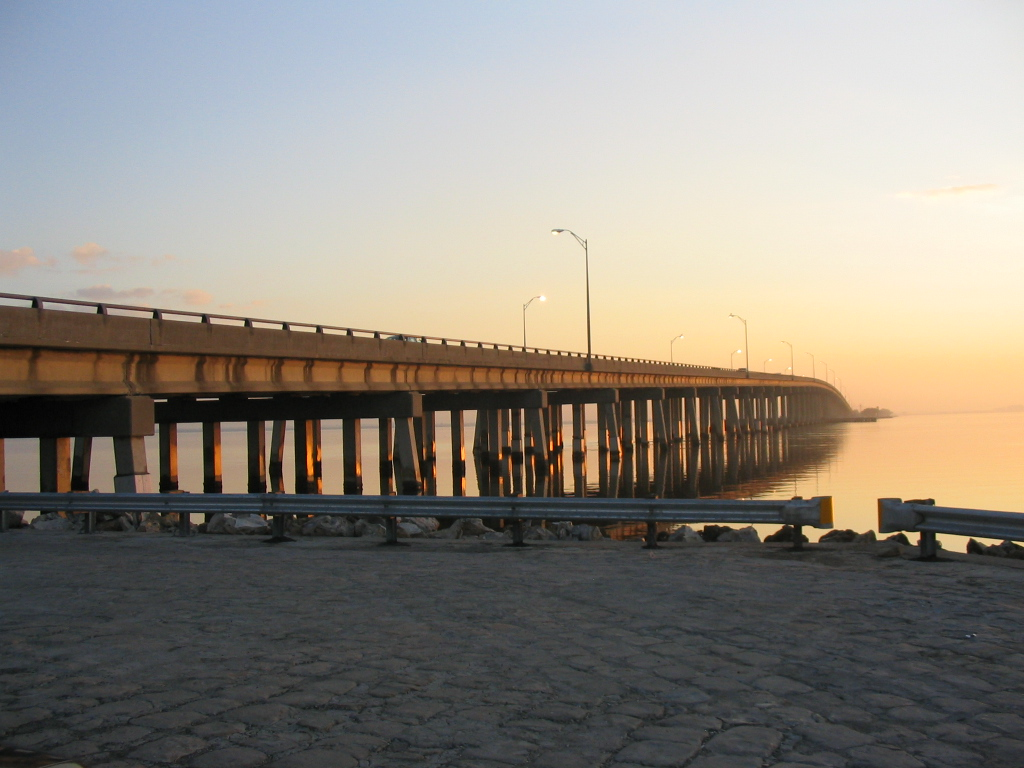
Courtney Campbell Causeway desde el lado de Clearwater del puente donde se encontraron los cuerpos.

El 26 de mayo de 1989, Joan "Jo" Rogers, de 36 años, y sus hijas, Michelle, de 17, y Christe, de 14, salieron de la granja lechera de su familia en Willshire, Ohio, para pasar unas vacaciones en Florida. Era la primera vez que salían de su estado natal. Las autoridades creen que Joan se perdió el 1 de junio durante el viaje de vuelta de Orlando a Willshire, y había decidido tomarse un día adicional de vacaciones en Tampa. Mientras buscaban su hotel se encontraron con Chandler, que les dio indicaciones y se ofreció a volver a reunirse con ellas más tarde para llevarlas a un crucero al atardecer por la bahía de Tampa. Joan y sus hijas adolescentes habían salido de Orlando sobre las 9:00 de la mañana y se registraron en el Days Inn de la ruta 60 a las 12:30 de la noche.
Las fotografías recuperadas de un rollo de película encontrado en una cámara de la habitación de hotel de los Rogers mostraban a Michelle sentada en el suelo. La última fotografía fue tomada desde el balcón del hotel y mostraba la puesta de sol sobre la bahía de Tampa, lo que confirmaba que los tres miembros de la familia estaban vivos y no habían salido de la habitación del hotel al comenzar la puesta de sol. Fueron vistas con vida por última vez en el restaurante del hotel sobre las 19:30. Se cree que subieron al barco de Chandler en el muelle de la Courtney Campbell Causeway, parte de la ruta 60, entre las 20:30 y las 21:00 horas y que estaban muertas a las 3:00 de la madrugada del día siguiente. Chandler pudo haber utilizado el hecho de que había nacido en Ohio para atraerlas y que sintieran una conexión con él. Chandler sabía que Joan y sus hijas no eran de Florida porque vio las matrículas de Ohio en su auto.

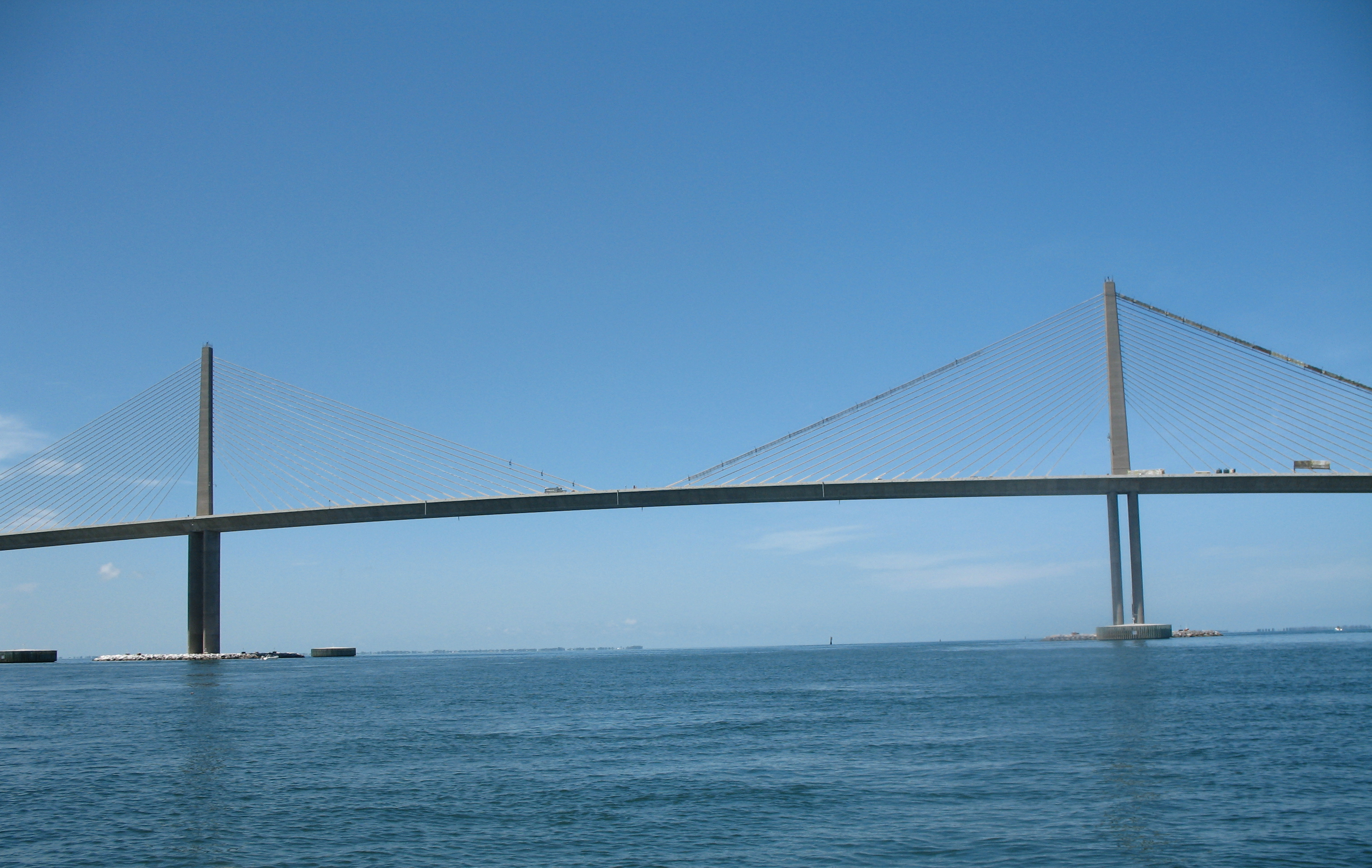
Sunshine Skyway sobre la bahía de Tampa, donde se encontró el primer cuerpo el 4 de junio de 1989.

Los cuerpos de las víctimas fueron encontrados flotando en la bahía de Tampa el 4 de junio de 1989. El primer cuerpo fue encontrado cuando varias personas a bordo de un velero que cruzaba bajo el Sunshine Skyway vieron un objeto en el agua. El segundo cuerpo fue visto flotando en el muelle de San Petersburgo, a dos millas (3 km) al norte del primero. Mientras que la Guardia Costera recuperaban el segundo cuerpo, se recibió una llamada sobre un tercero, que fue visto flotando 200 yardas (200 m) al este. Los tres cuerpos femeninos se encontraron flotando boca abajo, atados con una cuerda alrededor del cuello y desnudos por debajo de la cintura.
Las autopsias mostraron que las tres víctimas tenían agua en los pulmones, lo que demostraba que habían sido arrojadas al agua cuando aún estaban vivas. Michelle, que fue identificada como el segundo cuerpo encontrado, había liberado una mano de sus ataduras antes de ahogarse. El estado parcialmente vestido de los tres cadáveres indicaba que el delito subyacente era una agresión sexual. Se habían atado al cuello de las víctimas cuerdas con un bloque de hormigón en el otro extremo para garantizar que murieran asfixiadas o ahogadas y que sus cuerpos nunca serían encontrados. Los cadáveres, sin embargo, se hincharon como consecuencia de la descomposición y flotaron hasta la superficie.

## Investigación

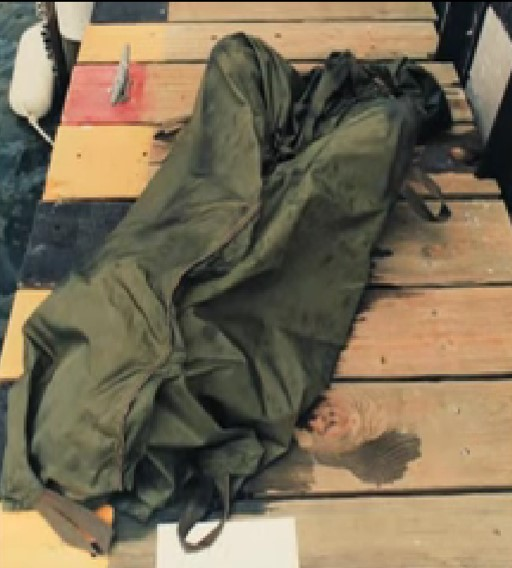
Una de las bolsas para cadáveres utilizadas en la escena el 4 de junio de 1989.

Los cuerpos de las Rogers se descompusieron bajo el agua debido al calor. Debido a esto, no fueron identificados hasta una semana después de que se localizaron sus restos.
Joan Rogers y sus hijas no fueron identificadas hasta una semana después del hallazgo de sus cuerpos, momento en el que el esposo de Joan y padre de las niñas, Hal Rogers, había denunciado su desaparición en Ohio. El 8 de junio, un empleado del Days Inn dijo que la habitación de la familia Rogers no había sido tocada y que nadie había dormido en las camas. El gerente del hotel se puso en contacto con la policía. Las huellas dactilares encontradas en la habitación coincidieron con las de los cadáveres, y la confirmación final de sus identidades se obtuvo de los registros dentales. Los investigadores marinos de la Universidad del Sur de Florida calcularon, a partir de las corrientes y patrones que las víctimas habían sido arrojadas desde una embarcación, y no desde un puente o tierra firme, entre dos y cinco días antes de ser encontradas. El automóvil de los Rogers, un Oldsmobile Cutlass Calais de 1984 con matrícula de Ohio, fue encontrado en el muelle de embarcaciones de la Courtney Campbell Causeway.

### Evidencia y arresto

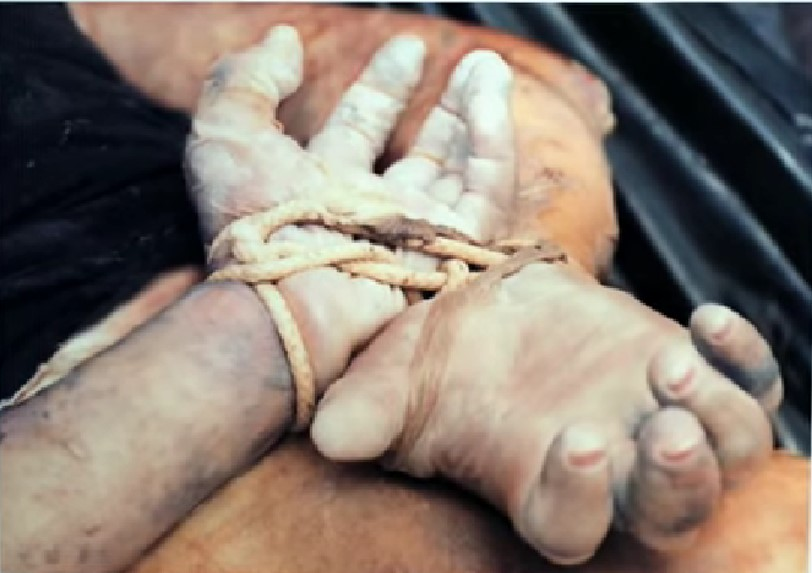
El cuerpo de una de las víctimas de Oba Chandler. Los restos estaban irreconocibles, lo que provocó que ella y sus dos acompañantes permanecieran sin identificar durante una semana. Este cuerpo pertenecía a Joan o a Christe, ya que la otra víctima logró liberar una de sus manos.

El caso permaneció sin resolver durante más de tres años, en parte debido al volumen de pistas recibidas por los investigadores de la policía. La pista más importante provino de un boletín de la policía de Madeira Beach que describía una violación similar de una turista canadiense de 24 años que ocurrió dos semanas antes de los asesinatos de las Rogers. Chandler fue detenido por los asesinatos el 24 de septiembre de 1992. Sus instrucciones escritas a mano en un folleto encontrado en el vehículo de las Rogers y una descripción de su barco escrita por Jo Rogers en el folleto fueron las pistas principales que llevaron a ser nombrado como sospechoso. La policía local publicó imágenes de la letra de Chandler en el folleto en vallas publicitarias en el área de la Bahía de Tampa, lo que llevó a una llamada de un antiguo vecino que proporcionó una copia de una orden de trabajo que Chandler había escrito. Este uso de vallas publicitarias por parte de las fuerzas del orden en los Estados Unidos era inusual en aquella época.

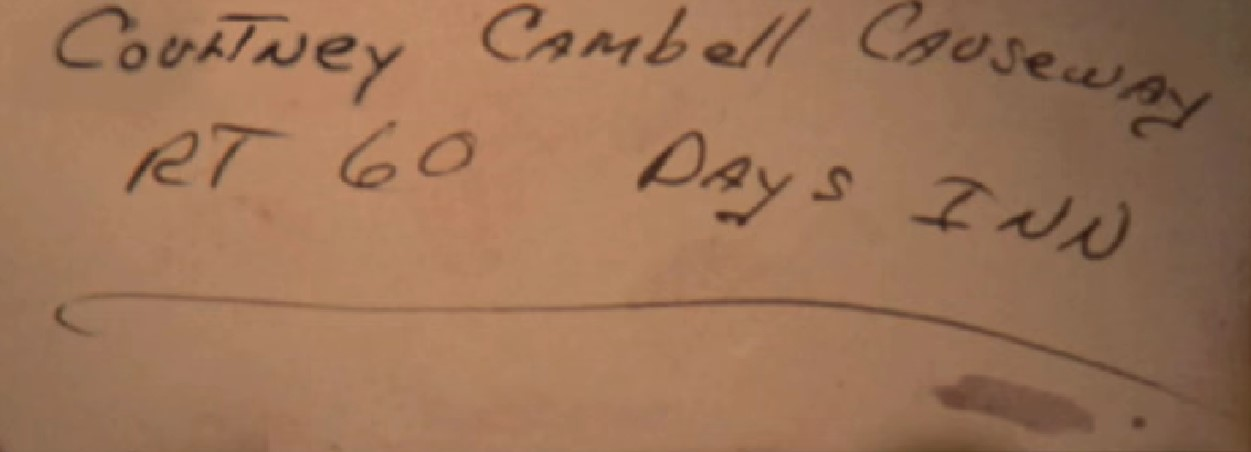
La escritura en la nota escrita en el mapa de Joan Rogers, que se utilizó para identificar a Chandler como el asesino.

Mediante un análisis caligráfico, se compararon las dos muestras y coincidieron. La huella de la palma de la mano que aparecía en el folleto también coincidió con la de Chandler, que había vendido su barco y abandonado la ciudad con su familia poco después de que aparecieran las vallas publicitarias. La policía informó de que Chandler y su entonces esposa se mudaron de su casa de Dalton Avenue, en Tampa, a Port Orange, cerca de Daytona Beach.

### Teoría del segundo sospechoso
Los investigadores pensaron en un principio que dos hombres estaban involucrados en los asesinatos de la familia Rogers. Esta teoría se utilizó para una recreación mostrada en un episodio de 1991 de Unsolved Mysteries. Esta teoría fue descartada cuando Chandler fue arrestado. No ha surgido ninguna prueba de la existencia de un segundo hombre, aparte de la afirmación de un antiguo compañero de celda de que Chandler habló con otro hombre, cuya identidad dijo conocer pero no quiso revelar. La teoría del segundo sospechoso fue desmentida por el acercamiento de Chandler a dos turistas canadienses, que demostró que estaba dispuesto a acercarse él solo a varios objetivos potenciales.
El hermano de Hal Rogers, John, también fue considerado sospechoso, a pesar de que estaba cumpliendo una sentencia de prisión por la violación de una mujer en el momento de los asesinatos. La policía que investigó la denuncia de violación de la mujer encontró pruebas que indicaban que John también había agredido sexualmente a la hija de Hal, Michelle, aunque los cargos relacionados con esta agresión fueron retirados más tarde debido a la reticencia de la mujer a testificar. El St. Petersburg Times dijo que John pudo haber planeado el asesinato durante una visita a la propiedad de sus padres cerca de Tampa un mes antes de los asesinatos. Una vez que la policía estableció que John no podía haber contratado a un asesino a sueldo, no tenía cómplices y no podía haber sabido el momento del viaje de su cuñada y sobrinas, fue descartado como sospechoso.
Hal también fue considerado sospechoso porque había pagado la fianza de su hermano, pero declaró en un episodio de On the Case con Paula Zahn que pagó la fianza antes de saber que su hermano había abusado de Michelle. Hal dijo más tarde que había prometido a la familia que pagaría la fianza y que no incumpliría su promesa. Los investigadores de Florida y Ohio también descubrieron que Hal había retirado 7.000 dólares estadounidenses de su cuenta bancaria en el momento de la desaparición, lo que pudo justificar. Había planeado utilizarlos para buscar a su esposa e hijas antes de que le notificaran de sus muertes. Las investigaciones demostraron de manera concluyente que Hal no había salido de Ohio durante ese período. Las agresiones a Michelle Rogers por parte de su tío y los chismes de la gente local fueron una de las razones del viaje a Florida; Joan y sus hijas querían distanciarse del incidente.

## Juicio

### Testimonio de Chandler
En su juicio en Clearwater, Florida, Chandler dijo que conoció a Joan, Michelle y Christe Rogers y que les dio indicaciones, pero que no volvió a verlas salvo en la prensa y en las vallas publicitarias. Reconoció que estuvo en la bahía de Tampa esa noche (la policía tenía evidencia de tres llamadas telefónicas de barco a tierra realizadas desde su barco a su casa durante el período de tiempo en que se produjeron los asesinatos), pero Chandler mantuvo que estaba pescando solo. Dijo que había regresado tarde a casa porque su motor no arrancaba, lo que atribuyó a una fuga en la tubería de gas. También dijo que había llamado a la Guardia Costera y a la Patrulla Marina de Florida, y que había hecho señas a un barco patrullero, pero que ambos estaban demasiado ocupadas para ayudar. Dijo que posteriormente arregló la tubería con cinta aislante y regresó sano y salvo a tierra.
Sin embargo, no había constancia de llamadas de socorro de Chandler a la Guardia Costera ni a la Patrulla Marítima esa noche, ni tampoco había ninguna embarcación de la Guardia Costera en la bahía a la mañana siguiente que pudiera haberle ayudado. Según un mecánico de barcos que testificó para la acusación, la explicación de Chandler sobre la reparación de la supuesta fuga de gas de la embarcación no se sostenía porque los conductos de combustible de su embarcación (un Bayliner) estaban dirigidos hacia arriba. Una fuga habría rociado combustible al aire en lugar de al interior de la embarcación y la gasolina habría disuelto el adhesivo de la cinta adhesiva que Chandler afirmó haber utilizado para reparar la fuga. Al ser interrogado por el fiscal del condado de Pinellas, Douglas Crow, Chandler dijo entonces que no podía recordar.

### Testigos
Una mujer llamada Judy Blair declaró que el 15 de mayo de 1989, dos semanas antes de los asesinatos de Rogers, Chandler la invitó a subir a su bote en la cercana Madeira Beach para dar un paseo en barco por la bahía de Tampa, la violó y luego la devolvió a la orilla. Blair había estado con su amiga Barbara Mottram, quien rechazó la oferta de Chandler de unirse a ellos en el bote. Después de que Blair fuera violada, le dijo al tribunal que regresó a su habitación de hotel donde Mottram la estaba esperando. Chandler no fue acusado de este delito. Blair testificó durante el juicio por asesinato de Chandler para ayudar a establecer su patrón de ataque y mostrar las similitudes entre ambos crímenes.
Blair declaró que Chandler, el 14 de mayo, había dicho que se llamaba Dave Posner o Dave Posno cuando los tres se conocieron por primera vez en una tienda en Tampa. Le dijo a Blair y Mottram que estaba en el negocio de contratistas de revestimiento de aluminio, lo que más tarde ayudó a que los investigadores lo encontraran. También inspiró el nombre de la investigación; «Operación Hombre de Hojalata». La composición facial producida a partir de la descripción de Blair se publicó en las vallas publicitarias junto con las muestras de escritura a mano.
Un ex empleado de Chandler testificó que este se jactó de haber salido con tres mujeres en la bahía la noche de los asesinatos, y que a la mañana siguiente llegó en barco y entregó materiales para un trabajo e inmediatamente partió de nuevo. En un intento de establecer el paradero de Chandler esa noche, los investigadores encontraron registros de varias llamadas telefónicas de barco a tierra realizadas desde su barco a su casa entre la 1:00 a. m. y las 5:00 a. m., que pueden haber sido intentos de explicar su ausencia a su esposa y de proporcionarse una coartada para el momento de los asesinatos. La hija de Chandler, Kristal May Sue, testificó que su padre había hablado de matar a tres mujeres y que tenía miedo de regresar a Tampa. Una mujer que trabajaba como mucama en el Days Inn dijo que pasó junto a Chandler el 1 de junio cuando se dirigía a la habitación de las Rogers para el servicio de habitaciones. Dijo que no se dio cuenta de la importancia de este avistamiento hasta el arresto de Chandler en 1992; este avistamiento nunca ha sido confirmado. El novio de Michelle Rogers y Hal Rogers también dieron testimonio durante el juicio.

### Sentencia y secuelas
Joan, Michelle y Christe Rogers fueron enterradas en su ciudad natal el 13 de junio de 1989, después de un funeral al que asistieron unos 300 familiares y amigos. Numerosos agentes de policía estuvieron presentes para mantener a los periodistas y equipos de televisión fuera de la iglesia durante el servicio.
Chandler fue declarado culpable de los asesinatos y condenado a muerte el 4 de noviembre de 1994. Mantuvo su inocencia y continuó presentando apelaciones legales mientras estaba en el corredor de la muerte de Florida. Admitió el incidente de Madeira Beach, pero dijo que las relaciones sexuales habían sido consentidas y que la víctima había cambiado de opinión durante el acto. Debido a que Chandler ya había sido condenado a muerte por los asesinatos de Rogers y debido a que los fiscales no querían someter a Blair al trauma emocional de un juicio por violación, nunca fue procesado por su violación.

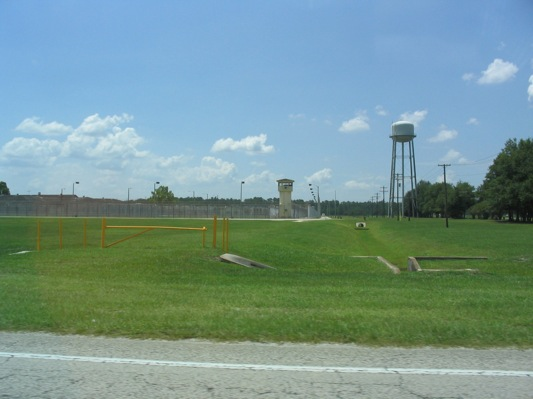
Institución Correccional de Unión donde Chandler cumplió su condena de prisión.

Chandler esperó la ejecución de su sentencia en la Institución Correccional de Union. Poco después del juicio y la condena, su esposa Debra solicitó el divorcio y su matrimonio se disolvió un año después. A Chandler ya no se le permitió ver a su hija Whitney y, de acuerdo con los deseos de su exesposa, tampoco se le permitió ver fotografías posteriores de ella. En julio de 2008, Chandler estaba en la lista corta de ejecuciones de Florida.
Los expertos en perfiles especularon con la posibilidad de que Chandler podría haber matado anteriormente, basándose en la creencia de que un asesino primerizo no tendría la experiencia ni la audacia suficientes para secuestrar y matar a tres mujeres a la vez. Chandler también era sospechoso del asesinato en 1982 de una mujer cuyo cadáver fue encontrado flotando frente a isla Anna María, hasta 2011 cuando el cuerpo fue identificado como el de Amy Hurst, de 29 años, y su marido William fue detenido y acusado de su asesinato, siendo condenado a cadena perpetua el 4 de abril de 2011. Chandler nunca fue acusado de otro asesinato. Todas las apelaciones de su condena de 1994 fueron denegadas; la última fue en mayo de 2007.
Después su condena, Chandler fue nombrado por los medios de comunicación como uno de los criminales más notorios de Florida. Dijo que sus últimas palabras antes de su ejecución serían: "Bésame el culo rojo rosado". En mayo de 2011, se hicieron comparaciones entre el caso y el juicio de Chandler en 1994 y el caso de asesinato de Caylee Anthony. En ambos casos, la gran atención mediática obligó a seleccionar jurados que vivían fuera del condado donde se había cometido el crimen. Uno de los jurados del juicio de Chandler en 1994 dijo: "Asustaba a algunos de los miembros del jurado cuando se sentaba allí y te miraba fijamente con esa estúpida sonrisa en la cara. Te erizaría la piel".
La jueza Susan F. Schaeffer, que presidió el juicio de 1994 y finalmente condenó a Chandler, lo describió en una entrevista en 2011 como "un hombre sin alma". Dijo: "Es el peor caso en cuanto a los hechos y en cuanto a un acusado sin gracia salvadora que he manejado. Y representé a mucha gente que no era necesariamente buena gente".

## Ejecución

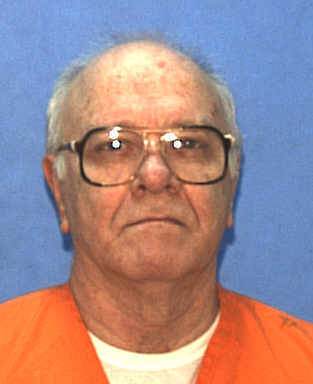
Fotografía policial de Chandler en prisión.

El 10 de octubre de 2011, el gobernador Rick Scott firmó la orden de ejecución de Chandler. Su ejecución se fijó para el 15 de noviembre de 2011, a las 16:00 horas. Su abogado Baya Harrison dijo que Chandler le pidió que no presentara ninguna apelación frívola para mantenerlo con vida. Harrison dijo:
No me está presionando mucho para que salga a correr por ahí al final para encontrar una salida mágica. No va a hacer una escena. No va a quejarse del sistema legal. Lo que me ha dicho es lo siguiente: si hay alguna forma legal que pueda encontrar para tratar de evitar que le ejecuten, le gustaría que hiciera lo que razonablemente pueda.
Harrison también dijo que Chandler sufría de hipertensión, enfermedad de la arteria coronaria, problemas renales y artritis.
El 12 de octubre de 2011, Harrison dijo que, aunque se estaba preparando para presentar una moción con respecto a la violación de los derechos de su cliente en virtud de la Quinta y Decimocuarta Enmienda en el caso, no estaba seguro de si Chandler estaba dispuesto a viajar a Clearwater para la audiencia judicial o si aceptaría la presentación de la moción. "Odia venir a Clearwater. No le gusta el viaje y no se encuentra bien", dijo Harrison. El 18 de octubre, Harrison presentó una moción contra la ejecución alegando que la forma en que Florida impone la pena de muerte es inconstitucional. Un jurado puede recomendar una sentencia de cadena perpetua o pena de muerte, pero según la ley de Florida, el juez toma la decisión final. Se fijó una audiencia sobre la moción de Chandler para el 21 de octubre a las 13:00 horas; Chandler no asistió. El 24 de octubre, la apelación de Chandler fue rechazada porque ya había presentado una apelación ante la Corte Suprema de Florida antes de la decisión. Aunque el Tribunal Supremo de Florida inicialmente programó la audiencia de apelación de Chandler para el 9 de noviembre de 2011, luego canceló los argumentos orales. El 7 de noviembre de 2011, la Corte Suprema de Florida denegó la apelación de su condena a muerte y de la orden de ejecución. El Tribunal Supremo de Florida había confirmado la sentencia de muerte de Chandler en 1997 y 2003. La petición posterior de Chandler a la Corte Suprema de los Estados Unidos también fue rechazada.
El 15 de noviembre, a las 16:08 horas, Chandler fue ejecutado mediante inyección letal en la Prisión estatal de Florida en Raiford. Chandler declino hacer una última declaración antes de ser ejecutado, pero dejó una declaración escrita a los funcionarios de la prisión: "Hoy están matando a un hombre inocente". Poco después de firmar la sentencia de muerte de Chandler, el gobernador Scott declaró: "[Chandler] mató a tres mujeres, así que examiné distintos casos y me pareció lógico hacerlo en éste. Nunca hay una sola cosa. Era el caso adecuado".
Para su última comida había pedido sándwiches de salami en pan blanco con mostaza. También pidió un sándwich de mantequilla de maní y mermelada de uva en pan blanco, pero solo comió la mitad, té helado y café.
La hija de Chandler, Valerie Troxell, dijo en una entrevista después de la ejecución: "Creo que ejecutaron a un hombre inocente. No creo que mi padre solo pudiera haber cometido un crimen tan atroz. Tendría que haber sido más de una persona... La huella de la palma de la mano probaría que se reunió con ellas y les dio indicaciones, pero no significa que las mató. Creo que los argumentos de la acusación eran muy débiles". Troxell también dijo que había enviado una carta al gobernador Scott pidiéndole que conmutara la sentencia de Chandler a cadena perpetua. El hijo de Chandler, Jeff, dijo: "Realmente creo que fue juzgado y condenado por los medios mucho antes de ir a juicio. Los medios pueden condenarte prácticamente. No creo que haya tenido un juicio justo". Después de su ejecución, Chandler fue descrito como "el hombre más solitario en el lugar más solitario de la tierra, el corredor de la muerte"; no recibió ni una sola visita durante sus años en el pabellón de la muerte de Florida. Otra de las hijas de Chandler, Suzette, dijo que su padre era un monstruo que tuvo lo que se merecía.

## Asesinato en Coral Springs
El 25 de febrero de 2014, los investigadores revelaron que las pruebas de ADN identificaban a Chandler como el asesino de Ivelisse Berrios-Beguerisse, de 20 años, quien fue violada y estrangulada en Coral Springs, Florida, el 27 de noviembre de 1990.
Berrios-Beguerisse, una joven de 20 años recién casada, fue vista por última vez en el centro comercial Sawgrass Mills, donde trabajaba en una tienda de artículos deportivos. Cuando no regresó a casa, su esposo fue al centro comercial y encontró su auto, un Ford Tempo de 1985, con los neumáticos pinchados. Se cree que Chandler, después de observar a la víctima durante dos días, pinchó los neumáticos, llegó disfrazado de un extraño servicial y se ofreció a ayudar. Tres horas después de que se denunciara su desaparición, su cuerpo fue encontrado debajo de un buzón residencial en un vecindario local por dos hombres que regresaban de pescar.
El cuerpo de Berrios-Beguerisse estaba desnudo y tenía marcas de ligaduras en ambas muñecas y piernas, y cinta adhesiva marrón pegada en su cabello. Según la policía, el caso se considera resuelto y cerrado. Las fuerzas del orden de Florida investigaron otros casos sin resolver en áreas en las que se sabía que Chandler había residido.

## En los medios

### Televisión
- Discovery Channel dedicó un episodio de una hora de su serie Scene of the Crime, titulado "The Tin Man", al asesinato de la familia Rogers.[93]

- Los asesinatos de Rogers aparecieron en un episodio de 1991 de Unsolved Mysteries, en el que se especulaba con la posibilidad de que hubiera dos atacantes.[4][94]

- En 1995, Chandler, algunos miembros de su familia y Hal Rogers aparecieron en un episodio del programa The Maury Povich Show que presentaba el caso. Chandler apareció a través de un enlace satelital.[7]

- El caso apareció en un episodio de 1999 de Cold Case Files en A&E titulado "Bodies in the Bay", que también se centró en la evidencia del caso.[95]

- El caso de Chandler apareció en un episodio de una hora completa de Crime Stories.[95]

- El caso se mostró en un episodio de Forensic Files titulado "Water Logged" en diciembre de 2010.

- En 2012, el programa On the Case with Paula Zahn de Investigation Discovery, emitió dos episodios llamados "Murder at Sunset" que cubrían el caso.[96]

- En agosto de 2014 la serie de Investigation Discovery, Murder in Paradise, cubrió el caso.[97][98]

- El 11 de febrero de 2022, el canal Oxygen emitió un episodio de Family Massacre titulado "La familia Rogers".[99]

- El 19 de noviembre de 2022, el podcast sobre crímenes reales Casefile detalló el caso de Jo, Michelle y Christe Rogers en su 232.º episodio.[100]